# Inter Insigniores

La déclaration Inter Insigniores sur la question de l'admission des femmes au sacerdoce ministériel est un document de la Congrégation pour la doctrine de la foi approuvé par le pape Paul VI et signé par son préfet, le cardinal Franjo Šeper. Elle a été rendue publique le 15 octobre 1976.  

## Contexte de la déclaration
La déclaration paraît au moment où des contestations de l'exclusion des femmes du sacerdoce se font jour à mesure que le mouvement féministe prend de l'ampleur dans les années 1960 et 1970 et qu'émerge une théologie féministe. Certaines théologiennes tendent à se radicaliser dans leurs positions.         
La déclaration fait suite à plusieurs décisions d'ordonner des femmes dans différentes églises chrétiennes. C'est le cas de l'Église luthérienne de Suède en 1958 qui permet à des femmes de devenir pasteures. En 1971 et 1973 l'évêque anglican de Hong Kong ordonne trois femmes avec l’accord de son synode. Dans l'église épiscopale américaine, onze femmes sont ordonnées en juillet 1974 à Philadelphie, mais leur ordination est déclarée invalide par la Chambre des évêques. En 1975, le synode général de l’Église anglicane du Canada, suivi par le synode général de l’Église anglicane d’Angleterre, approuvent le principe de l’accès des femmes au sacerdoce,.         
La déclaration est également une réaction à des prises de position de personnalités du monde catholique, comme celle de Jean Daniélou, peritus lors du concile Vatican II, qui estime qu'il n'y a « aucune objection théologique fondamentale à l’éventualité des femmes prêtres », selon ses propos rapportés par le journal Le Monde le 19 septembre 1965. Cette position est défendue à Détroit en 1975 lors de la conférence Women In future : Priesthood Now, a call for action.

## Contenu
Ce texte s'articule en six points qui expliquent brièvement la position de l'Église catholique sur la place et le rôle de la femme dans cette institution, plus particulièrement sur la question de l'Ordination sacerdotale et le ministère pastoral des femmes dans l'Église catholique.  
Tout d'abord les auteurs s'appuient sur la tradition pour affirmer que jamais dans l'histoire une femme n'a eu accès a l'ordination presbytérale ou épiscopale de façon valide. Ensuite, ils rappellent que Jésus-Christ lui-même a confié à des hommes la tâche de faire partie du groupe de ses apôtres, tout en respectant les femmes et en leur accordant un rôle différent, ce qui donne de nombreux indices sur sa volonté d'éloigner les femmes de l'ordination. 
Ils expliquent que c'est dans un but normatif qu'ils désirent suivre l'exemple du Christ, ce qui limite les abus et permet de rester conforme au dessein de Dieu lui-même et de son Église. Selon eux, le sacerdoce ministériel ne peut être confié à une femme puisqu'il s'agit d'un rôle de représentation de Jésus qui était incontestablement un homme, il s'agit donc également d'une question de rigueur. Enfin, les auteurs terminent en expliquant que le sacerdoce n'est en aucun cas lié aux droits de la personne et que par conséquent : « aucun progrès purement humain de la société ou de la personne ne peut par lui-même y donner accès ». Ils rappellent donc que l'égalité devant Dieu des baptisés n’efface pas la distinction des rôles sociaux qui sont en partie déterminés par le genre de l'individu.[réf. nécessaire]

### Suites
En se basant principalement sur la tradition, la déclaration rejette le motif jusque là invoqué de la supériorité masculine. Toutefois, la contestation persistante de cette position, y compris au sein de l'Église catholique, conduit 18 ans plus tard Jean-Paul II à en confirmer la teneur dans sa lettre apostolique Ordinatio sacerdotalis de 1994.         